# Richard Martin (actor)
Richard Martin (12 de diciembre de 1917-4 de septiembre de 1994) fue un prolífico actor cinematográfico de nacionalidad estadounidense, cuya carrera transcurrió principalmente bajo contrato de RKO Pictures. Fue sobre todo conocido por su papel de Chito Rafferty, el compañero de aventuras irlandés-mexicano del personaje interpretado por Tim Holt en una serie de comedias del género western. Antes de trabajar con Holt, Martin había interpretado por vez primera al personaje en la película de 1943 Bombardier.

## Biografía
Aunque nacido en Spokane, Washington, la familia de Martin se mudó a un barrio mexicano en West Hollywood, California, donde él aprendió a imitar a sus amistades.
Su primer contacto con el cine fue trabajando como recepcionista de MGM. Cuando un amigo apostó con su agente teatral que éste no conseguiría un contrato para Martin, el agente ganó la apuesta. Así, se convirtió en un prolífico actor bajo contrato de RKO Pictures en 1942, aunque a menudo actuaría sin aparecer en los créditos.
Las películas de Hollywood sobre la Segunda Guerra Mundial a menudo incluían a a miembros de etnias diversas, y Martin interpretó por vez primera a Chito Rafferty, miembro de la tripulación de un avión, en Bombardier. Pronto repitió el papel en el western Nevada, junto a Robert Mitchum, una de las estrellas con las que tuvo la oportunidad de actuar en los westerns de RKO.
Tras la guerra, Martin dejó RKO y tuvo el papel principal en el último serial cinematográfico de Universal Pictures, The Mysterious Mr. M, así como el papel del título en un western rodado en 1947 en Cinecolor The Adventures of Don Coyote.  Cuando Tim Holt, de vuelta de la guerra, fue contratado por el productor Herman Schlom para protagonizar una serie western, los dos estudiaron a qué actor podían escoger como sidekick (compañero de aventuras).  Schlom recordaba la actuación de Martin como Rafferty en Nevada. De ese modo, Martin volvió a RKO, actuando por vez primera junto a Holt en Under the Tonto Rim,el primero de los 29 filmes que rodarían juntos, y que inicialmente estaban basados en historias de Zane Grey.
Cuando los westerns de serie B y los contratos exclusivos de los estudios gradualmente llegaban a su fin en los años 1950, Martin se encontró sin trabajo e incapaz de encontrar otro debido a su encasillamiento étnico. Por esa razón hubo de ocuparse como agente de seguros, volviendo para rodar un último western en 1960, Four Fast Guns.

### Chito Rafferty
Martin originó el personaje mexicano-irlandés de Chito Rafferty, cuyo nombre completo era "Chito Jose Gonzales Bustamonte Rafferty", en el film bélico de 1943 Bombardier. El personaje apareció en otros treinta cuatro filmes, todos ellos westerns: Nevada (1944) y West of the Pecos (1945), ambos protagonizados por Robert Mitchum; Wanderer of the Wasteland (1945, con James Warren); Sunset Pass (1946) y Code of the West (1947), dos películas en las cuales el papel no fue interpretado por Martin, sino por John Laurenz; después hubo otras 29 películas, todas con Chito Rafferty como acompañante de un héroe diferente, aunque siempre interpretado por Tim Holt: Thunder Mountain, Under the Tonto Rim y Wild Horse Mesa en 1947; Western Heritage, The Arizona Ranger, Guns of Hate, Indian Agent y Gun Smugglers en 1948; Brothers in the Saddle, Riders of the Range, Rustlers, Stagecoach Kid, The Mysterious Desperado y Masked Raiders en 1949; Storm Over Wyoming, Rider from Tucson, Dynamite Pass, Border Treasure, Rio Grande Patrol y Law of the Badlands en 1950; Saddle Legion, Gunplay, Pistol Harvest, Hot Lead y Overland Telegraph en 1951; y Trail Guide, Road Agent, Target y Desert Passage en 1952.

## Vida personal
Martin conoció a su esposa, la modelo y actriz Elaine Riley, en el rodaje de una película en Carmel, donde un rodaje que estaba planificado en cuatro días se prolongó hasta las tres semanas a causa de la niebla. La pareja permaneció casada desde 1946 hasta la muerte del actor. Solamente trabajaron juntos una vez, en Rider from Tucson (1950), pero eran considerados una de las parejas más felices de Hollywood. Cuando Howard Hughes canceló el contrato de Martin con RKO en 1953, él dejó Hollywood para montar un negocio asegurador. El matrimonio no tuvo hijos.
Richard Martin falleció en Newport Beach, California, en 1994, a causa de una leucemia.